# Санкт-Петер-ін-дер-Ау
Санкт-Петер-ін-дер-Ау (нім. Sankt Peter in der Au) — ярмаркова комуна (нім. Marktgemeinde) в Австрії, у федеральній землі Нижня Австрія.
Входить до складу округу Амштеттен. Населення становить 5000 осіб (на 1 травня 2008 року). Займає площу 59,88 км². Офіційний код — 30530.

## Політична ситуація
Бургомістр комуни — Маг. Йохан Хойрас, Ландезабгеорднете (АНП) за результатами виборів 2005 року.
Рада представників комуни (нім. GemeinderatGemeinderat) складається з 25 місць.
- АНП займає 21 місце.
- СДПА займає 4 місця.